# II. Constantius római császár

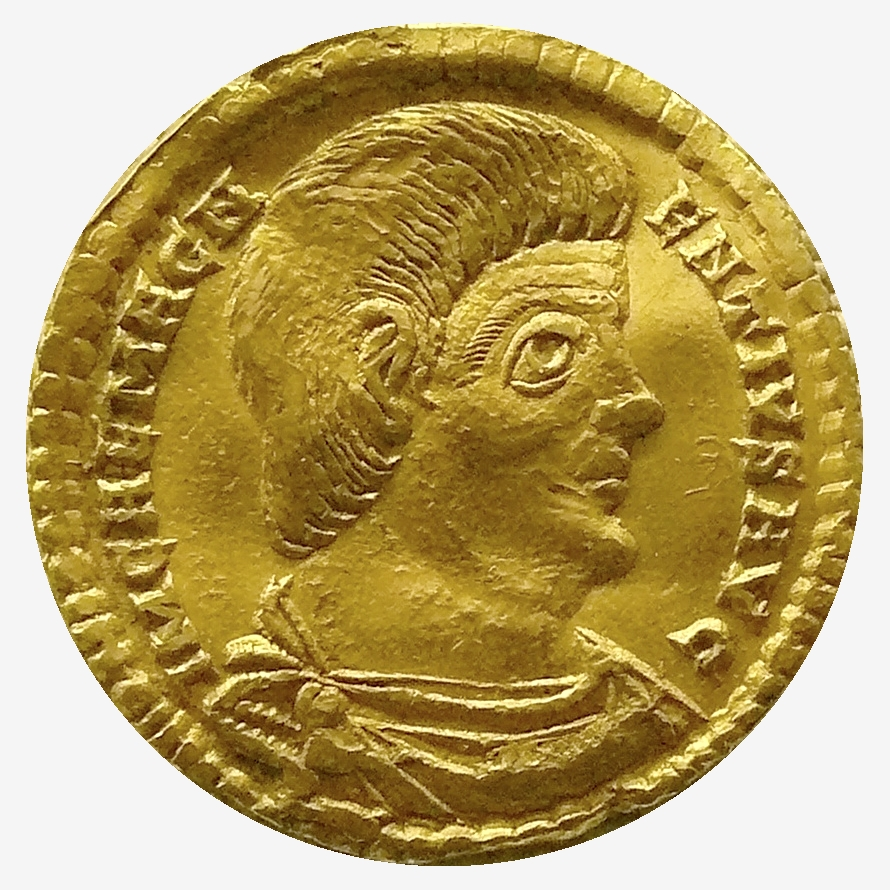
Flavius Magnus Magnentius érméje, ő volt, aki meggyilkolta Constantius öccsét Constans császárt

II. Constantius, teljes nevén Flavius Julius Constantius (Sirmium, 317. augusztus 7. – Mobsucranae Cilicia, 361. november 3.) I. Constantinus másodszülött fia, a Római Birodalom keleti felének uralkodója volt 337-től, majd 350-től a birodalom egyeduralkodója, 361-ben bekövetkezett haláláig.

## Trónra lépése
Constantinus 337-ben bekövetkezett halála után a birodalom stabilitására nagy veszélyt jelentett a potenciális trónkövetelők nagy száma. Három fián kívül két féltestvére és unokatestvérei is maguknak követelhették a császári címet. Constantius a veszély elhárítása érdekében radikális lépésre szánta el magát. Rokonai bűneinek és veszélyességének igazolására egy, a nikomédiai püspöktől származó tekercset használt fel, amely állítólag atyja végrendelete volt. Az állítólagos végakaratban Constantinus annak a gyanújának adott hangot, hogy halálát testvérei okozták méreggel, és fiait a bűntény megtorlására szólította fel. A dokumentum nyilvánosságra kerülése után a néhai császár rokonai bírósági tárgyalás nélkül kerültek lemészárlásra, kivéve Flavius Iulius Constantiust, Constantinus egyik féltestvérének két fiát: Flavius Claudius Iulianust és Flavius Constantius Gallust.
Azt nem tudni, hogy rokonainak lemászárlása volt-e Constantius szándéka. Iulianus később ezt állította. Több kortárs történetíró szerint az események kikerültek Constantius irányítása alól a gyilkosságok idején. A két túlélő, Iulianus és Gallus, háziőrizetbe került és Constantinus három fia – II. Constantinus, Flavius Iulius Constans, és II. Constantius – egymás között osztotta fel a birodalmat. Constantinus a nyugati provinciákat örökölte, Galliát, Britanniát és Hispániát. Constantinus legkisebb fia, Constans Itália, Illíria, az afrikai provinciák és Macedonia felett uralkodott, míg Constantius a birodalom keleti felét kapta.

## Uralkodása 350-ig
A hármas rendszer 340-ben borult fel, amikor II. Constantinus öccse, Constans területeit próbálta meg elfoglalni. A kibontakozó polgárháború az agresszor halálával végződött, és Constans egymaga uralta tovább néhai testvére tartományait, a birodalom mintegy kétharmadát magáénak tudva ezzel. Constantius figyelmét testvérei háborúja közben a perzsa front foglalta le; Nagy Constantinus halála után a perzsák agresszívabb politikát alkalmaztak, és a háború kisebb megszakításokkal folyamatos volt egészen 361-ig. A váltakozó hadisikerű háború miatt 337-től 350-ig Antiochiában tartózkodott, ám testvére halála 350-ben nyugatra szólította.

## Polgárháború, Constans halála
350-ben Rómában Flavius Magnus Magnentius császárrá kiáltotta ki magát és a csapatai által elhagyott Constanst hamarosan meggyilkolták. Halálának hírére Illíriában az illíriai csapatok parancsnoka, Vetriano Constantius nővére, Constantina kérésése caesárrá kiáltotta ki magát. Constantius először elfogadta Vetrianót uralkodótársnak, ám 350 decemberében a társuralkodók közös beszéde alkalmával a légiók előtt megfosztotta Vetrianót a császári bíbortól, bár életét megkímélte. Constantius ezután a trónbitorló Magnentius ellen vonult, és mai Eszék környékén véres ütközetben megverte. Magnentius 353-ig ellenállt, majd egy újabb csatavesztés után öngyilkosságot követett el.

## Constantius egyeduralkodóként
Az állandó perzsa fenyegetés miatt a nyugatra vonuló augustus 351-ben kénytelen volt Gallust caesárrá kinevezni és megbízni a keleti provinciák felügyeletével. Consantius Mediolaniumba (a mai Milánó) helyezte át székhelyét annak érdekében, hogy stabilizálja a birodalom nyugati felét. Gallus azonban hamarosan árulás gyanújába keveredett, és 354-ben kivégezték. Testvére, Iulianus Constantius feleségének köszönhetően elkerülte bátyja végzetét, és 355-ben őrá ruházta Constantius a caesári címet, a nyugati provinciák felügyeletével megbízva. Iulianusnak sikerült stabilizálnia az állandó barbár betörések miatt Gallia-szerte zűrzavarossá vált helyzetet, ám ezzel Constantius irigységét is felkeltette.

## Valláspolitikája
Apjukhoz hasonlóan Constantinus három fia is keresztény volt és aktív szerepet vállaltak terjesztésében és egyben belső harcaiban. Constantius ediktumot adott ki a 350-es évek elején a pogány vallási rítusok azonnali felfüggesztése és a pogány templomok bezárása érdekében, ám erőteljes kétségek vannak azzal kapcsolatban, hogy ezt az intézkedést mennyire tartották be a birodalomban. 
A különböző keresztény frakciók harcaiban Constantius erőteljesen részt vállalt. A császár az arianista irányzatot követte és több zsinaton is kiállt nézetei mellett. Az arianizmus elszánt ellenségének számító Libériusz pápát száműzte Rómából és a pápa csupán a császár halála után gyakorolhatta újra hatalmát.

## Polgárháború Iulianussal, Constantius halála
Constantiust a kiújult perzsa háború újra keletre szólította és 360-ban a perzsa fenyegetés ürügyén Flavius Claudius Iulianus légióinak keletre menetelését rendelte el. A légiók megtagadták az engedelmességet és Iulianust kiáltották ki augustusnak. Constantius békét kötött a Szászánida Birodalommal és nyugatra indult seregeivel, ám útközben betegség következtében a ciliciai Mobsucranae településen meghalt. Végakaratában  Iulianust örökösének nevezte meg.

## I. Constantinus és fiai

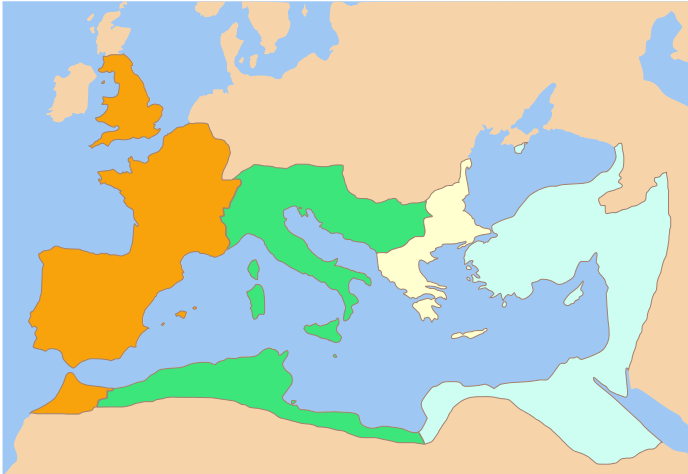
A Római Birodalom I. Constantinus halálának évében, 337 szeptemberében.
Constantinus három fia – II. Constantinus, Constans, és II. Constantius – egymás között osztotta fel a birodalmat. II. Constantinus a nyugati provinciákat örökölte, Galliát, Britanniát és Hispániát. Constans Itália, Illyricum, az afrikai provinciák és Macedónia felett uralkodott, míg II. Constantius a birodalom keleti felét kapta. Ezeken kívül mostohatestvére, Dalmatius hasonló nevű fiának és idősebb Dalmatius öccsének, Hannibalianus hercegnek is juttatott egy-egy országrészt.

(335-337r.

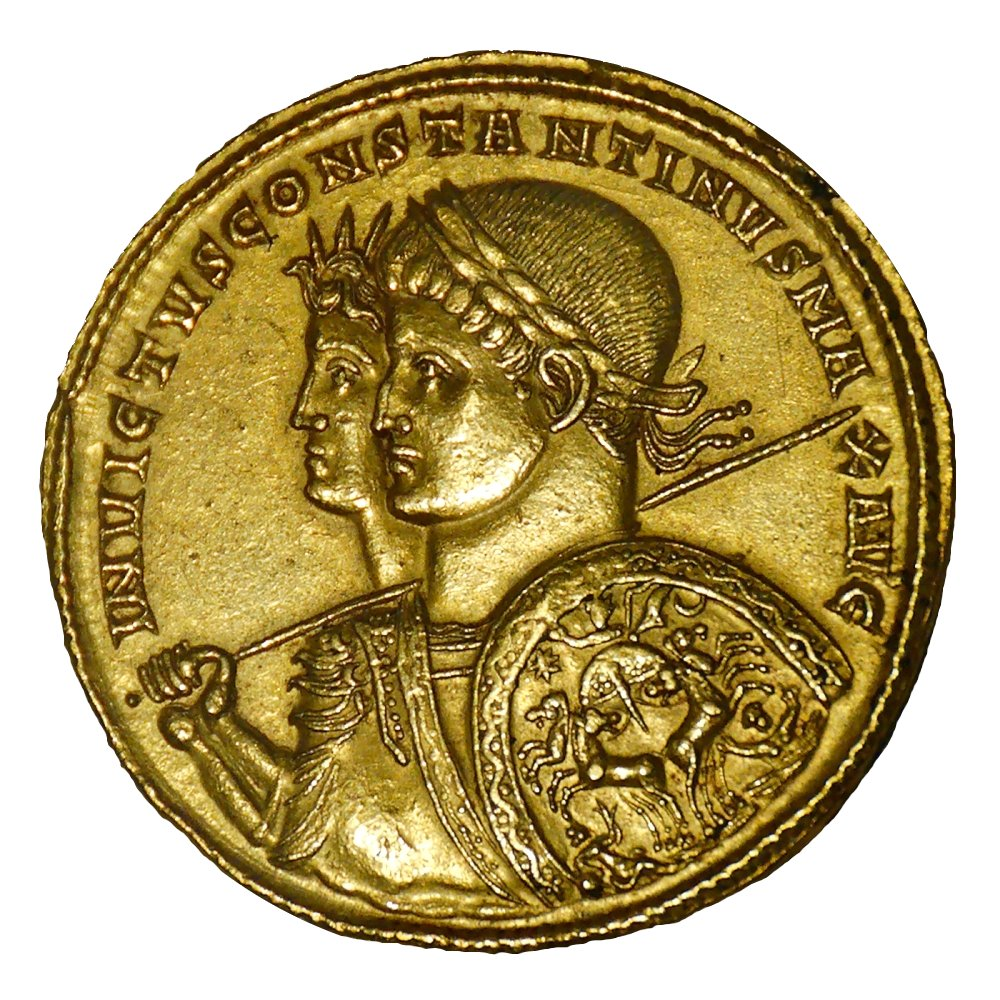
I. Constantinus 306 – 337 (Caius Flavius Valerius Aurelius Constantinus)

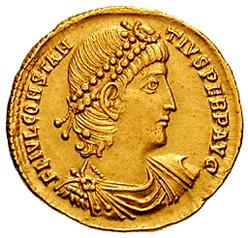
II. Constantius (Flavius Julius Constantius)

## Külső hivatkozások
- DiMaio, Michael, and Robert Frakes, "Constantius II," De Imperatoribus Romanis oldala.

| Elődei: Flavius Iulius Iulianus és Sextus Anicius Paulinus | Consul 326 collega: I. Constantinus | Utódai: Flavius Iulius Constantius és Lucius Valerius Maximus Basilius |

| Elődei: Flavius Ursus és Flavius Polemius | Consul 339 collega: Flavius Iulius Constans | Utódai: Septimus Acindynus és Lucius Aradius Valerius Proculus |

| Elődei: Antonius Marcellinus és Petronius Probinus | Consul 342 collega: Flavius Iulius Constans | Utódai: Marcus Placidus és Flavius Romulus |

| Elődei: Flavius Amantius és Marcus Nummius Albinus | Consul 346 collega: Flavius Iulius Constans | Utódai: Vulcacius Rufinus és Flavius Eusebius |

| Elődei: Flavius Magnus Magnentius (nyugat) és Gaiso (nyugat) keleten nincs consul | Consul 352 collega: Flavius Constantius Gallus (kelet) Decentius és Paulus (nyugat) | Utódai: Flavius Magnus Magnentius (nyugat) Decentius (nyugat) és II. Constantius (kelet) Flavius Constantius Gallus (kelet) |

| Elődei: II. Constantius és Flavius Constantius Gallus (kelet) és Decentius és Paulus (nyugat) | Consul 353 collega: Magnentius és Decentius (nyugat) Gallus (kelet) | Utódai: II. Constantius és Flavius Constantius Gallus |

| Elődei: Magnentius és Decentius (nyugat) és II. Constantius és Gallus (kelet) | Consul 354 collega: Flavius Constantius Gallus | Utódai: Saturninius Secundus Salutius és Quintus Lollianus Mavortius |

| Elődei: Saturninius Secundus Salutius és Quintus Lollianus Mavortius | Consul 356 collega: Flavius Claudius Iulianus | Utódai: II. Constantius és Flavius Claudius Iulianus |

| Elődei: II. Constantius és Flavius Claudius Iulianus | Consul 357 collega: Flavius Claudius Iulianus | Utódai: Censorius Datianus és Naeratius Cerealis |

| Elődei: Flavius Eusebius és Flavius Hypatius | Consul 360 collega: Flavius Claudius Iulianus | Utódai: Flavius Taurus és Flavius Florentius |

| Előző uralkodó: I. Constantinus | Római császár 337 – 361 | Következő uralkodó: Flavius Iulianus |